# Agnese Pastare
Agnese Pastare (Riga, 27 ottobre 1988) è una marciatrice lettone.
Ha partecipato ai Giochi di Londra 2012 e di Rio de Janeiro 2016, gareggiando nella marcia 20 km.